# Carl Bromander
Carl Vilhelm Bromander, född 9 februari 1865 i Kila församling, Värmlands län, död där den 16 februari 1963 , var en svensk prästman. Han var son till hemmansägaren Anders Bromander och Lovisa Högberg. 

## Biografi
Bromander blev teologie kandidat vid Uppsala universitet 1895, prästvigdes 1896. Efter förordnanden i By, Ekshärad, Södra Finnskoga och Karlstad blev han 1901 pastoratsadjunkt i Karlstad. Han blev kyrkoherde 1907 i Ölme och 1915 i Fryksände pastorat. 
1922 blev han domprost i Karlstad, och 1937 lämnade han tjänsten som emeritus.
Bromander blev förunnad ett långt och rikt liv. Han dog en vecka efter sin 98-årsdag och var då den äldste av Svenska kyrkans präster. Han ansåg sig själv vara kroppsligen svag, men tack vare en exemplarisk livsföring uppnådde han en så hög ålder. Han blev präst under vad som brukar betecknas som en Svenska kyrkans kristid. Den hade skakats av striderna som följde på 1800-talets folkväckelse och hade inte återvunnit all kraft. Men trots detta fanns det mycken fromhet i kyrkans hägn. Bromander förkunnade Guds ord på ett enkelt och evangeliskt sätt. Under hans och företrädaren Gustaf Jakobssons tid i Karlstad var söndagsgudstjänsten välbesökt och vid de stora högtiderna var det fullsatt i domkyrkan.
Bromander intresserade sig tidigt för historia och särskilt den värmländska hembygdens. Under sin tid i den nordligaste delen av landskapet fäste han Nordiska Museets uppmärksamhet på den utdöende finnkulturen och en räddningsaktion igångsattes. I Värmland förr och nu 1933 skildrade han Västra Smedbyns (von Echstedtska gårdens) historia. Men det är främst den personhistoriska forskningen han ägnade sitt intresse. Hans biografier över numera bortglömda men minnesvärda värmlänningar har influtet mest i Karlstads stifts julbok och i Värmland förr och nu och har i vissa fall utgivits som småtryck. Bromander samlade material till Karlstads stifts herdaminne. Hans bibliografi trycktes i Värmland förr och nu 1937. Hans släkthistoriska anteckningar finns tillgängliga hos Värmlandsarkiv i Karlstad. Genom sina intressen kunde han knyta kontakter med dem som sällan satte sin fot i kyrkan. Efter sin pensionering flyttade han tillbaka till sin hembygd i Norra Ed.